# Stephen J. Cannell
Stephen Joseph Cannell (ur. 5 lutego 1941 w Los Angeles, zm. 30 września 2010 w Pasadenie) – amerykański aktor, producent telewizyjny i scenarzysta takich seriali jak Największy amerykański bohater, Hardcastle i McCormick czy Drużyna A. 
14 stycznia 1986 odcisnął rękę na Alei Gwiazd w Los Angeles i otrzymał własną gwiazdę znajdującą się przy 7000 Hollywood Boulevard.

## Życiorys
Urodził się w Los Angeles w Kalifornii jako syn Carolyn (z domu Baker) i Josepha Knappa Cannella, właściciela cieszącej się dużym powodzeniem firmy dekoratorskiej Cannell & Chaffin. Dorastał nieopodal Pasadeny. Podczas nauki w szkole borykał się z dysleksją, ale w 1964 ukończył studia na Uniwersytecie Oregonu z tytułem licencjata na wydziale dziennikarstwa. Podczas studiów wstąpił do bractwa Sigma Chi.
Po ukończeniu college’u, Cannell spędził cztery lata pracując z rodzinnym biznesem, zanim w 1968 sprzedał swój pierwszy scenariusz do serialu Universal It It a Thief. Szybko został zatrudniony w wytwórni telewizyjnej Universal Studios i wkrótce zaczął pisać do innych seriali o tematyce przestępczej jako Ironside i Columbo.
8 sierpnia 1964 poślubił Marcię Clifford Finch, z którą miał czworo dzieci: dwie córki – Tawnię i Chelseę (ur. 15 grudnia 1981) oraz dwóch synów – Cody’ego i Dereka (zm. 4 lipca 1982 w wieku 15 lat).
Zmarł 30 września 2010 w swoim domu w Pasadenie w wieku 69 lat na czerniaka.

## Filmografia

### scenarzysta
- 1970: Ironside
- 1973: Columbo
- 1981–1983: Największy amerykański bohater
- 1983–1987: Drużyna A
- 1983–1986: Hardcastle i McCormick
- 1984–1986: Riptide
- 1992–1997: Renegat
- 1992–1993: Czarne kapelusze
- 1993–1994: Cobra
- 1994–1995: Sokole Oko

### obsada aktorska
- 1985: Wszystkie moje dzieci w roli samego siebie
- 1986: Magnum jako detektyw hotelowy / szef ochrony Ray Lemon
- 1992–1997: Renegat jako porucznik Donald "Dutch" Dixon
- 1997–1999: Diagnoza morderstwo jako Jackson Burley
- 1999–2000: Niebieski Pacyfik jako sędzia J. Gunnar Halloran
- 2002: Wpół do śmierci jako Frank Hubbard
- 2009: Castle w roli samego siebie

## Nagrody
| Rok  | Nagroda                                              | Kategoria                       | Film                      |
| ---- | ---------------------------------------------------- | ------------------------------- | ------------------------- |
| 1978 | Emmy                                                 | Wybitny serial dramatyczny      | The Rockford Files (1977) |
| 2005 | Academy of Science Fiction, Fantasy and Horror Films | Nagroda honorowa za całokształt | –                         |
| 2006 | Writers Guild of America                             | Nagroda honorowa WGA (TV)       | –                         |